# Demydivka (huyện)
Huyện Demydivka (tiếng Ukraina: Демидівський район, chuyển tự: Demydivkas’kyi raion) là một huyện của tỉnh Rivne thuộc Ukraina. Huyện Demydivka có diện tích 377 km², dân số theo điều tra dân số ngày 5 tháng 12 năm 2001 là 16483 người với mật độ 44 người/km2. Trung tâm huyện nằm ở Demydivka.